# Jamie Vardy
Jamie Richard Vardy, tên khai sinh là Jamie Richard Gill (sinh ngày 11 tháng 1 năm 1987), là một cầu thủ bóng đá chuyên nghiệp người Anh hiện đang thi đấu ở vị trí tiền đạo cắm. Nổi tiếng nhờ lối chơi giàu tốc độ, khả năng chọn vị trí thông minh, căn chỉnh thời gian và khả năng dứt điểm chuẩn xác, anh được đánh giá là một trong những tiền đạo cắm xuất sắc nhất thế giới trong thế hệ của mình. Vardy từng thi đấu cho đội tuyển bóng đá quốc gia Anh từ năm 2015 đến năm 2018.
Sau khi ra mắt trong màu áo đội trẻ Sheffield Wednesday ở tuổi 16, Vardy bắt đầu sự nghiệp lớn của mình với câu lạc bộ Stocksbridge Park Steels. Anh được lên đội một năm 2007 và có thu nhập 100 bảng/tuần. Tại đây anh đã có ba năm gắn bó cùng đội bóng trước khi gia nhập câu lạc bộ đang chơi tại Conference North - Halifax Town năm 2010. Với 27 bàn thắng ở ngay mùa giải đầu tiên, anh đã xuất sắc đoạt giải "Cầu thủ xuất sắc nhất năm" của giải đấu. Anh bắt đầu mùa giải 2011-12 với Halifax nhưng sau đó tiếp tục chuyển đến Fleetwood Town vào tháng 8 năm 2011 với mức phí chuyển nhượng không được tiết lộ. Anh đã ghi 31 bàn thắng cho Fleetwood trong cả mùa giải 2011-12, tiếp tục đoạt giải "Cầu thủ của năm" của câu lạc bộ. Đây cũng là danh hiệu cá nhân thứ hai liên tiếp mà Jamie giành được.Tháng 5 năm 2012, anh ký hợp đồng với câu lạc bộ đang chơi ở Football League Championship Leicester City với mức phí chuyển nhượng kỷ lục của đội bóng là 10 triệu Bảng.
Vào tháng 11 năm 2015, Vardy phá kỷ lục khi ghi bàn trong 11 trận liên tiếp tại Giải bóng đá Ngoại hạng Anh. Vào ngày 2 tháng 5 năm 2016, Vardy đã chính thức cùng Leicester City vô địch Ngoại hạng Anh sau khi Chelsea cầm hòa Tottenham Hotspur.
Jamie Vardy khoác áo đội tuyển Anh từ năm 2015 ở tuổi 28. Anh được huấn luyện viên Roy Hodgson triệu tập tham dự Euro 2016 diễn ra tại Pháp. Ở lượt trận thứ hai của bảng B trước đội tuyển xứ Wales, Jamie Vardy đã ra sân ở những phút cuối hiệp 2 và đã ghi bàn thắng quyết định giúp đội tuyển Anh thắng xứ Wales với tỉ số 2-1.

## Sự nghiệp cầu thủ

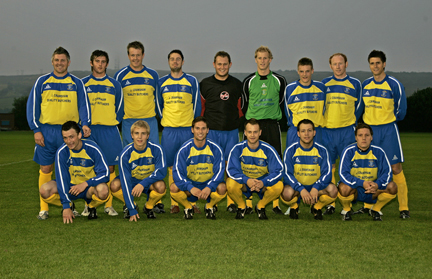
Jamie Vardy với Stocksbridge Park Steels năm 2007 (hàng sau, thứ ba từ phải sang).

### Stocksbridge Park Steels
Sinh ra tại Sheffield, South Yorkshire, Vardy bắt đầu sự nghiệp cầu thủ ở đội trẻ Stocksbridge Park Steels năm 16 tuổi sau khi được Sheffield Wednesday giải phóng hợp đồng. Anh có thời gian dài chơi cho đội dự bị và được chọn vào đội hình chính, có trận ra mắt đầu tiên dưới thời huấn luyện viên Gary Marrow năm 2007, kiếm được 30 bảng mỗi tuần ở câu lạc bộ. Sau những màn trình diễn ấn tượng, một vài đội bóng của Football League dành sự quan tâm và năm 2009 anh dành một tuần để chơi thử với Crewe Alexandra. Một vụ chuyển nhượng đã không xảy ra và sau đó Vardy cũng từ chối một bản hợp đồng ngắn hạn với Rotherham United.

### FC Halifax Town
Tháng 6 năm 2010, huấn luyện viên Neil Aspin, một người ngưỡng mộ tài năng của Vardy trong thời gian dài đã đưa anh về FC Halifax Town với mức phí 15.000 bảng. Anh có trận ra mắt ngày 21 tháng 8 năm 2010 trong trận sân nhà tiếp đón Buxton, ghi bàn trong chiến thắng 2-1 cho đội bóng của anh. Vardy có một mùa giải đầu tiên thành công với "the Shaymen" khi là tay săn bàn hàng đầu của đội với 26 bàn thắng và được bình chọn là cầu thủ xuất sắc nhất mùa. Càng về cuối mùa giải anh càng tiến gần việc ghi một hat-trick của nhiều hat-trick nhưng không có được bàn thắng thứ ba trong chiến thắng 3-1 của Halifax trước Nantwich Town. Những bàn thắng của anh đã đảm bảo danh hiệu Northern Premier League Premier Division cho mùa 2010-11. Vardy bắt đầu mùa 2011-12 cùng Halifax khi ghi ba bàn trong bốn trận mở màn của mùa giải.

### Fleetwood Town
Chỉ sau hơn một mùa giải với Halifax và có ba bàn trong bốn trận mở màn mùa giải 2011-12, Vardy ký hợp đồng với đội bóng Conference Premier Fleetwood Town với mức phí không tiết lộ. Anh có trận ra mắt trong trận hòa 0-0 với York City. Anh có những bàn thắng đầu tiên cho câu lạc bộ trong trận đấu thứ ba của mình, lập cú đúp trong chiến thắng 3-2 trong trận sân khách tiếp Kettering Town. Tuần tiếp theo anh ghi hai bàn thắng khác khi đối đầu Gateshead ở sân vận động Highbury, bao gồm một bàn ở phút bù giờ. Vardy tiếp tục lập cú đúp trong trận thứ ba liên tiếp trong chiến thắng sân khách 3-1 trước Ebbsfleet United, nhưng không ghi bàn nào trong hơn một tháng đến khi anh lập một hat-trick trong trận sân khách đối đầu Alfreton Town ngày 18 tháng 10.
Ngày 1 tháng 1 năm 2012, Vardy lập cú đúp trong chiến thắng 6-0 trước Southport và sáu ngày sau, đội để thua 5-1 trên sân nhà tiếp đón kình địch cùng địa phương Blackpool ở vòng ba của FA Cup. Sau trận đấu đó, huấn luyện viên Blackpool Ian Holloway đề nghị mức giá 75.000 bảng cho anh nhưng bị Fleetwood từ chối, giữ chặt 1 triệu bảng và một khoản vay trở lại câu lạc bộ. Anh có sáu bàn trong bốn trận đầu tiên của mình trong năm dương lịch. Ngày 21 tháng 2, anh ghi hat-trick thứ hai trong mùa giải, trong chiến thắng 6-2 trước Ebbsfleet United khi mà Fleetwood bỏ lại Wrexham hai điểm để đoạt ngôi đầu bảng. Vardy ghi tất cả bàn thắng của Fleetwoood trong trận hòa 2-2 đối đầu Lincoln City; Trận hòa của Wrexham trước Grimsby Town ngày hôm sau gián tiếp giúp Fleetwood có được chức vô địch Conference và cũng là lần đầu tiên đăng quang tại The Football League. 31 bàn thắng của Vardy khi kết thúc mùa giải đưa anh trở thành chân sút hàng đầu tại Conference Premier.

### Leicester City

#### Mùa 2012-13
Ngày 17 tháng 5 năm 2012, có thông tin cho rằng Vardy sẽ ký hợp đồng với Leicester City ngay trước mùa 2012-13 với phí chuyển nhượng 1 triệu £, một kỷ lục của giải đấu, thậm chí còn có khả năng giá trị tăng đến 1.7 triệu £ với khoản phụ phí. Ngày hôm sau, anh ký hợp đồng có thời hạn ba năm đến tháng 6 năm 2015. Ngày 14 tháng 8, Vardy có trận ra mắt Leicester khi đối đầu Torquay United ở vòng một League Cup, chơi trọn vẹn trận đấu tại Plainmoor và đánh đầu ghi bàn cuối cùng trong chiến thắng 4-0. Bốn ngày sau đó anh có trận ra mắt Football League tại sân vận động King Power, một thắng lợi 2-0 trước Peterborough United trong đó anh kiến tạo một bàn cho Andy King. Anh ghi bàn đầu tiên tại giải đấu trong thất bại sân khách 2-1 trước Blackburn Rovers ngày 25 tháng 8. Trong tháng 9, anh đều lập công trong những chiến thắng lội ngược dòng 2-1 khi chạm trán Burnley và Middlesbrough. Tuy nhiên mùa giải đầu tiên của Vardy ở Leicester không thành công do anh đánh mất phong độ. Điều này gây nên những lời chỉ trích từ một số người ủng hộ thành phố trên phương tiện truyền thông, thậm chí anh đã cân nhắc treo giày đến khi huấn luyện viên Nigel Pearson và trợ lý Craig Shakespeare thuyết phục anh tiếp tục gắn bó với đội bóng.

#### Mùa 2013-14

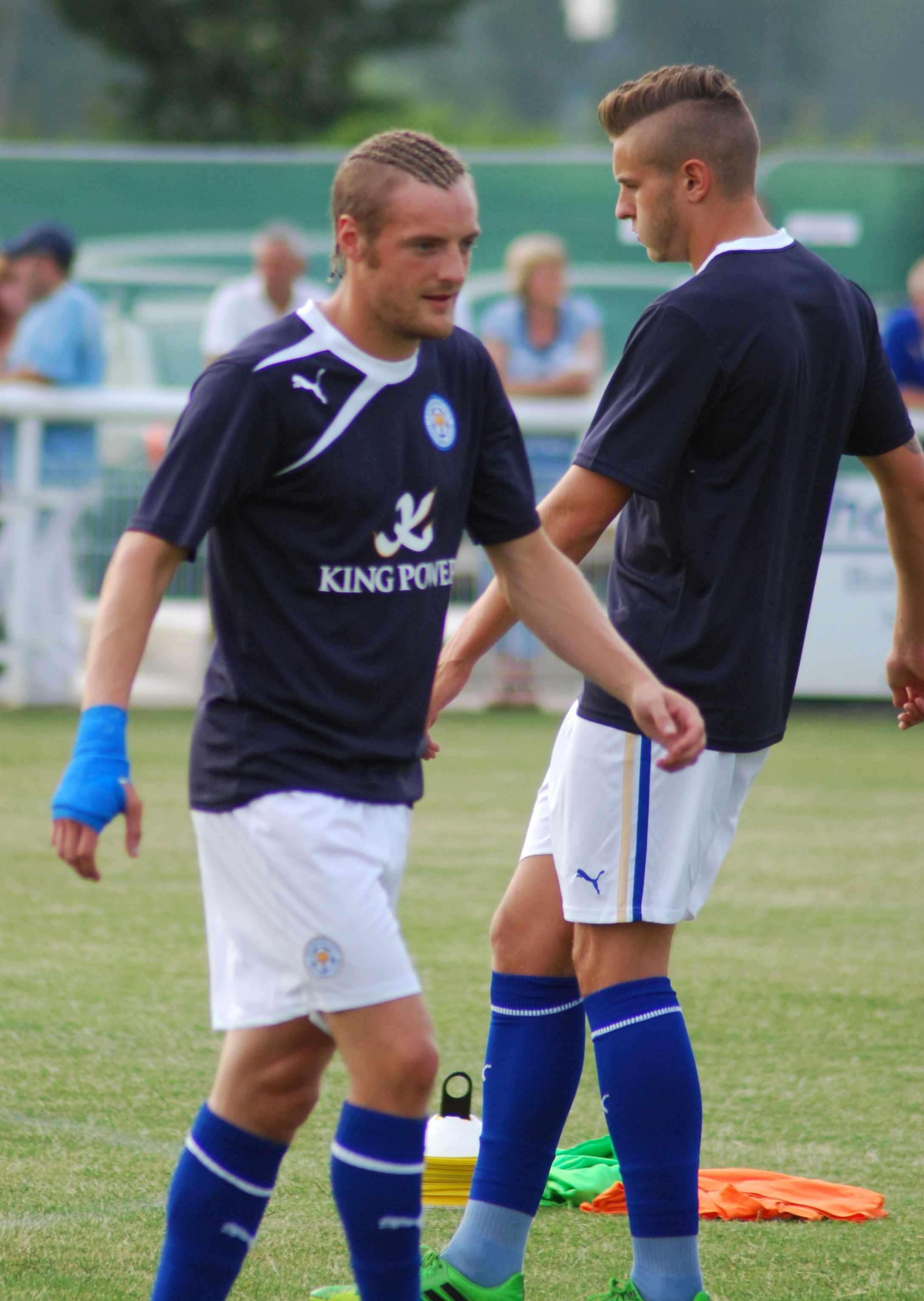
Vardy khởi động trước một trận giao hữu đầu mùa giải cùng Leicester City năm 2013

Mùa giải tiếp theo đem lại nhiều vận may cho Vardy khi anh tự khẳng định mình là một chân sút ghi nhiều bàn trên mặt trận tấn công của Leicester khi câu lạc bộ đoạt ngôi đầu bảng xếp hạng. Vardy ghi bàn và chiến thắng trên chấm phạt đền giúp Leicester đánh bại kình địch cùng thành phố đang ở phong độ cao Derby County 4-1 ngày 10 tháng 11 năm 2014 và khẳng định vị thế dẫn đầu của đội bóng ở Championship. Vardy kết thúc mùa giải với 16 bàn thắng trong khi Leicester thăng hạng lên chơi tại Premier League vào cuối mùa giải với ngôi vô địch. Anh được bầu là cầu thủ xuất sắc nhất mùa của Leicester trong lễ trao giải thưởng của câu lạc bộ.

#### Mùa 2014-15
Ngày 19 tháng 8 năm 2014, Vardy gia hạn hợp đồng đến mùa hè năm 2018. Sau khi bỏ lỡ hai trận đầu mùa giải vì chấn thương, anh có trận ra mắt Premier League ngày 31 tháng 8 năm 2014 khi vào sân thay người trong trận hòa 1-1 trên sân nhà trước Arsenal. Ngày 21 tháng 9, Vardy đóng vai trò là người cứu nguy trong trận đấu bằng việc ghi bàn thắng đầu tiên tại Premier League và kiến tạo bốn bàn khác giúp Leicester tạo nên cuộc lội ngược dòng bất ngờ từ thế thua 1-3 đến chiến thắng 5-3 trước Manchester United.
Ngày 11 tháng 4 năm 2015, Vardy ghi bàn thắng vàng ở phút 90 trong thắng lợi 3-2 của "Bầy cáo" trước West Bromwich Albion. Màn trình diễn ấn tượng trong thời gian còn lại của tháng 4, bao gồm một bàn thắng khác trong trận gặp Burnley ngày 25 tháng 4 giúp Vardy được đề cử giải Cầu thủ Ngoại hạng Anh xuất sắc nhất tháng. Vardy và Leicester kết thúc mùa 2014-15 ở vị thứ 14 an toàn khi tăng 22 điểm kể từ 4 tháng 4. Họ có trận đại thắng 5-1 trước Queens Park Rangers ở ngày cuối cùng của mùa giải Premier League ngày 24 tháng 5.

#### Mùa 2015-16
Vardy bắt đầu mùa 2015-16 bằng việc ghi bàn mở tỉ số giúp Leicester giành chiến thắng 4-2 trên sân nhà khi đối đầu Sunderland vào ngày 8 tháng 5 năm 2015. Anh lập công cân bằng tỉ số trong trận thắng lội ngược dòng 3-2 của Leicester trước Aston Villa ngày 13 tháng 9. Với cú đúp ghi được trong trận thua 2-5 của "Bầy cáo" trước Arsenal ngày 26 tháng 9, Vardy đã cán mốc ghi bảy bàn tại giải đấu, vượt qua tổng số bàn anh có được ở mùa giải năm ngoái..
Ngày 24 tháng 10, anh ghi bàn thắng duy nhất trong chiến thắng sân nhà khi tiếp đón Crystal Palace, trận thứ bảy liên tiếp tại Premier League mà anh nổ súng và cũng là bàn thứ mười của anh tại giải đấu. Vardy tiếp tục lập công trong trận thứ tám liên tiếp ngày 31 tháng 10, và trở thành cầu thủ thứ ba làm được điều này tại Premier League sau Ruud van Nistelrooy (hai lần) và Daniel Sturridge, trong thắng lợi 3-2 trước West Bromwich Albion. Một tuần sau đó, anh ghi bàn thành công trên chấm phạt đền đảm bảo chiến thắng 2-1 trước Watford, nâng tổng số trận ghi bàn liên tiếp của anh lên con số chín, chỉ xếp sau kỷ lục Premier League 10 trận của tiền đạo Ruud van Nistelrooy. Vardy cũng trở thành cầu thủ đầu tiên tại Premier League ghi bàn trong chín trận liên tiếp chỉ trong một mùa giải, trong khi 10 trận của Van Nistelrooy là vào cuối mùa 2002-03 và đầu mùa 2003-04. Với màn trình diễn thuyết phục trên, Vardy trở thành cầu thủ giải Ngoại hạng xuất sắc nhất tháng trong tháng 10 năm 2015, là cầu thủ Leicester đầu tiên đoạt danh hiệu này kể từ thủ môn Tim Flowers vào tháng 9 năm 2000.
Ngày 21 tháng 11, Vardy cân bằng kỷ lục số trận liên tiếp tại giải Ngoại hạng của Van Nistelrooy với bàn thắng mở tỉ số trong chiến thắng 3-0 trước Newcastle United. Một tuần sau, khi đối đầu Manchester United, anh tiếp tục lập công để xác lập kỷ lục cho chính mình. Hành trình của Vardy kết thúc khi anh không ghi được bàn nào trong thắng lợi 3-0 trước Swansea City, nếu ghi bàn anh sẽ cân bằng kỷ 12 trận ghi bàn liên tiếp của Jimmy Dunne cho Sheffield United trong mùa 1931-32; mặc dù vậy kết quả trên vẫn đưa Leicester lên ngôi đầu bảng. Sau kỳ tích ghi bàn của mình, Vardy được bầu chọn là cầu thủ Ngoại hạng Anh xuất sắc nhất tháng cho tháng 11, trở thành cầu thủ thứ năm từng thắng giải thưởng này hai tháng liên tiếp. Anh được trao tặng một giấy chứng nhận từ Sách Kỷ lục Guinness cho thành quả của mình.
Với 24 bàn thắng tại giải đấu, Vardy là cầu thủ ghi bàn tại Premier League cao thứ hai trong mùa 2015-16 bên cạnh Sergio Agüero, chỉ kém một bàn so với chủ nhân chiếc giày vàng Harry Kane. Vardy là một trong bốn cầu thủ của Leicester góp mặt trong Đội hình PFA của năm; anh cũng được vinh danh là Cầu thủ FWA của năm và Cầu thủ Ngoại hạng Anh xuất sắc nhất mùa giải năm 2016.

#### Mùa 2016-17
Ngày 3 tháng 6 năm 2016, Arsenal đưa ra mức giá 22 triệu £ dành cho Vardy, kích hoạt điều khoản giải phóng hợp đồng của anh. Leicester đã đề nghị anh gia hạn hợp đồng, và 20 ngày sau anh đồng ý một bản hợp đồng bốn năm, được ký kết sau khi trở về từ UEFA Euro 2016. Vardy từ chối lời đề nghị của Arsenal do không được đảm bảo rằng anh sẽ được chơi ở vị trí sở trường và cũng bởi sự khác biệt giữa chiến thuật của hai đội, trong khi Arsène Wenger ưa thích lối đá tấn công thì Leicester lại thiên về chơi phòng ngự-phản công.

#### Mùa giải 2017–18
Vardy bắt đầu mùa giải thứ sáu của mình tại câu lạc bộ bằng cách ghi hai bàn trong trận thua 3-4 trên sân khách trước Arsenal trong ngày khai mạc mùa giải 2017–18.Vào ngày 16 tháng 10, Vardy có lần ra sân thứ 200 cho câu lạc bộ trong trận hòa 1-1 trước West Bromwich Albion.Hai tuần sau, anh ghi bàn mở tỷ số trong chiến thắng 2–0 trên sân nhà trước Everton trong trận đấu ra mắt của tân huấn luyện viên Claude Puel.
Vào ngày 23 tháng 12 năm 2017, Vardy ghi bàn thắng thứ 50 tại Premier League trong trận hòa 2–2 trước Manchester United.
Kết thúc mùa giải, anh ra sân 42 lần trên mọi đấu trường, ghi 23 bàn và giúp Leicester cán đích vị trí thứ 9.

#### Mùa giải 2018–19
Vào ngày 9 tháng 8 năm 2018,Vardy ký hợp đồng mới có thời hạn 4 năm với Leicester,giữ anh ở lại câu lạc bộ cho đến năm 2022.Trong trận đấu với Wolverhampton Wanderers F.C.,anh bị bị đuổi khỏi sân sau một pha vào bóng thô bạo với hậu vệ Matt Doherty.Vardy có một cú đúp trong chiến thắng 3–1 trên sân nhà trước Fulham qua đó giúp anh đạt được cột mốc 100 bàn thắng cho Leicester.

#### Mùa giải 2019–20
Vào ngày 25 tháng 10 năm 2019, Vardy ghi một cú hat-trick trong chiến thắng 9–0 trên sân khách trước Southampton.Vào ngày 4 tháng 7 năm 2020, Vardy ghi bàn thắng thứ 100 và 101 tại Premier League trong chiến thắng 3–0 trước Crystal Palace.Anh trở thành cầu thủ Leicester đầu tiên đạt cột mốc 100 bàn thắng.Với 23 bàn thắng, anh ấy đã giành được Chiếc giày vàng Premier League lần đầu tiên trong sự nghiệp của mình.Anh trở thành cầu thủ lớn tuổi nhất giành được danh hiệu này,khi đã 33 tuổi.

#### Mùa giải 2020–21
Vào ngày 26 tháng 8 năm 2020, Vardy ký hợp đồng mới với Leicester City có thời hạn đến năm 2023.Vào ngày 27 tháng 9, anh ghi hat-trick thứ hai vào lưới Manchester City trong chiến thắng 5–2 trên sân khách.Vào ngày 25 tháng 10, anh ghi bàn thắng duy nhất trong chiến thắng 1–0 trước Arsenal, giúp Leicester City giành chiến thắng đầu tiên trên sân khách trước Arsenal kể từ tháng 9 năm 1973.Vào ngày 15 tháng 5 năm 2021, anh đá chính trong trận Chung kết FA Cup 2021 khi Leicester đánh bại Chelsea với tỷ số 1–0 đây cũng là FA Cup đầu tiên của câu lạc bộ.  Với việc chơi trong trận chung kết,Vardy trở thành cầu thủ đầu tiên chơi ở mọi vòng đấu của FA Cup bao gồm cả vòng sơ loại.

## Sự nghiệp quốc tế
Ngày 21 tháng 5 năm 2015, Vardy lần đầu tiên được triệu tập lên đội tuyển bóng đá quốc gia Anh trước trận giao hữu với Cộng hòa Ireland và một trận đấu thuộc vòng loại UEFA Euro 2016 đối đầu Slovenia. Anh có trận ra mắt ngày 7 tháng 6 trong trận hòa không bàn thắng trước Cộng hòa Ireland tại sân vận động Aviva ở Dublin khi vào sân thay thế đội trưởng Wayne Rooney trong 15 phút cuối. Ngày 30 tháng 8, Vardy một lần nữa được gọi lên tuyển Anh cho các trận đấu gặp San Marino và Thụy Sĩ trong khuôn khổ vòng loại UEFA Euro 2016; anh được chọn vào đội hình xuất phát khi Tam sư đại thắng 6-0 trước San Marino tại Serravalle sáu ngày sau đó. Vary ghi bàn thắng quốc tế đầu tiên vào ngày 26 tháng 3 năm 2016, cân bằng tỉ số với một cú giật gót từ đường chuyền của Nathaniel Clyne khi vào sân thay người đem về chiến thắng sân khác 3-2 trước tuyển Đức. Anh tiếp tục lập công ba ngày sau đó khi mở tỉ số trong thất bại 2-1 trước Hà Lan tại sân vận động Wembley.
Ngày 16 tháng 6, trong trận đấu thứ hai của tuyển Anh tại vòng bảng UEFA Euro 2016, anh vào sân từ băng ghế dự bị để có trận ra mắt tại giải đấu, khi tuyển Anh bị xứ Wales dẫn trước 1-0 và ghi bàn cân bằng tỉ số giúp đội bóng lội ngược dòng giành thắng lợi 2-1. Trong suốt giải đấu có tin đồn trên các phương tiện truyền thông rằng có sự mâu thuẫn giữa Vardy và tiền đạo đồng hương Rooney nhưng bị huấn luyện viên Roy Hodgson bác bỏ.
Sau kì World Cup 2018 thành công của đội tuyển Anh (xếp hạng tư chung cuộc giải đấu), Jamie Vardy tuyên bố chia tay đội tuyển quốc gia chỉ sau 3 năm gắn bó, tổng cộng anh đã thi đấu 26 trận và ghi được 7 bàn thắng.

## Thống kê sự nghiệp
Tính đến ngày 18 tháng 5 năm 2025
| Câu lạc bộ               | Mùa giải            | Giải đấu             | Giải đấu | Giải đấu | FA Cup | FA Cup | EFL Cup | EFL Cup | Châu Âu | Châu Âu | Khác | Khác | Tổng cộng | Tổng cộng |
| Câu lạc bộ               | Mùa giải            | Hạng đấu             | Trận     | Bàn      | Trận   | Bàn    | Trận    | Bàn     | Trận    | Bàn     | Trận | Bàn  | Trận      | Bàn       |
| ------------------------ | ------------------- | -------------------- | -------- | -------- | ------ | ------ | ------- | ------- | ------- | ------- | ---- | ---- | --------- | --------- |
| Stocksbridge Park Steels | 2005–06             | NPL Division One     | 0        | 0        | 0      | 0      | —       | —       | —       | —       | 1    | 0    | 1         | 0         |
| Stocksbridge Park Steels | 2006–07             | NPL Division One     | 3        | 0        | 1      | 0      | —       | —       | —       | —       | 0    | 0    | 4         | 0         |
| Stocksbridge Park Steels | 2007–08             | NPL Division One     | 29       | 10       | 3      | 1      | —       | —       | —       | —       | 5    | 3    | 37        | 14        |
| Stocksbridge Park Steels | 2008–09             | NPL Division One     | 33       | 16       | 2      | 1      | —       | —       | —       | —       | 12   | 5    | 47        | 22        |
| Stocksbridge Park Steels | 2009–10             | NPL Premier Division | 23       | 14       | 1      | 2      | —       | —       | —       | —       | 2    | 3    | 26        | 19        |
| Stocksbridge Park Steels | Tổng cộng           | Tổng cộng            | 88       | 40       | 7      | 4      | —       | —       | —       | —       | 20   | 11   | 115       | 55        |
| FC Halifax Town          | 2010–11             | NPL Premier Division | 33       | 23       | 3      | 1      | —       | —       | —       | —       | 1    | 1    | 37        | 25        |
| FC Halifax Town          | 2011–12             | Conference North     | 4        | 3        | —      | —      | —       | —       | —       | —       | —    | —    | 4         | 3         |
| FC Halifax Town          | Tổng cộng           | Tổng cộng            | 37       | 26       | 3      | 1      | —       | —       | —       | —       | 1    | 1    | 41        | 28        |
| Fleetwood Town           | 2011–12             | Conference Premier   | 36       | 31       | 6      | 3      | —       | —       | —       | —       | 0    | 0    | 42        | 34        |
| Leicester City           | 2012–13             | Championship         | 26       | 4        | 2      | 0      | 1       | 1       | —       | —       | 0    | 0    | 29        | 5         |
| Leicester City           | 2013–14             | Championship         | 37       | 16       | 1      | 0      | 3       | 0       | —       | —       | —    | —    | 41        | 16        |
| Leicester City           | 2014–15             | Premier League       | 34       | 5        | 2      | 0      | 0       | 0       | —       | —       | —    | —    | 36        | 5         |
| Leicester City           | 2015–16             | Premier League       | 36       | 24       | 1      | 0      | 1       | 0       | —       | —       | —    | —    | 38        | 24        |
| Leicester City           | 2016–17             | Premier League       | 35       | 13       | 2      | 0      | 1       | 0       | 9       | 2       | 1    | 1    | 48        | 16        |
| Leicester City           | 2017–18             | Premier League       | 37       | 20       | 3      | 2      | 2       | 1       | —       | —       | —    | —    | 42        | 23        |
| Leicester City           | 2018–19             | Premier League       | 34       | 18       | 0      | 0      | 2       | 0       | —       | —       | —    | —    | 36        | 18        |
| Leicester City           | 2019–20             | Premier League       | 35       | 23       | 1      | 0      | 4       | 0       | —       | —       | —    | —    | 40        | 23        |
| Leicester City           | 2020–21             | Premier League       | 34       | 15       | 4      | 0      | 0       | 0       | 4       | 2       | —    | —    | 42        | 17        |
| Leicester City           | 2021–22             | Premier League       | 25       | 15       | 0      | 0      | 1       | 2       | 6       | 0       | 1    | 0    | 33        | 17        |
| Leicester City           | 2022–23             | Premier League       | 37       | 3        | 2      | 0      | 3       | 3       | —       | —       | —    | —    | 42        | 6         |
| Leicester City           | 2023–24             | Championship         | 35       | 18       | 1      | 1      | 1       | 1       | —       | —       | —    | —    | 37        | 20        |
| Leicester City           | 2024–25             | Premier League       | 35       | 9        | 1      | 1      | 0       | 0       | —       | —       | —    | —    | 36        | 10        |
| Leicester City           | Tổng cộng           | Tổng cộng            | 440      | 183      | 20     | 4      | 19      | 8       | 19      | 4       | 2    | 1    | 500       | 200       |
| Tổng cộng sự nghiệp      | Tổng cộng sự nghiệp | Tổng cộng sự nghiệp  | 601      | 280      | 36     | 12     | 19      | 8       | 19      | 4       | 23   | 13   | 698       | 317       |

1. ↑  Nguồn chỉ bao gồm dữ liệu của mùa giải 2005–06 cho đến ngày 6 tháng 4 năm 2006
2. ↑  Ra sân tại Sheffield & Hallamshire Senior Cup
3. ↑  Một lần ra sân và một bàn thắng FA Trophy, hai lần ra sân tại Northern Premier League Challenge Cup, một lần ra sân và hai bàn thắng tại Northern Premier League President's Cup, một lần ra sân tại Sheffield & Hallamshire Senior Cup
4. ↑  Ba lần ra sân và ba bàn thắng tại FA Trophy, hai lần ra sân tại Northern Premier League Challenge Cup, một lần ra sân tại Northern Premier League President's Cup, bốn lần ra sân và một bàn thắng tại Sheffield & Hallamshire Senior Cup, hai lần ra sân và một bàn thắng tại Northern Premier League D1 South play-offs
5. ↑  Một lần ra sân và một bàn thắng tại Northern Premier League Challenge Cup, một lần ra sân và hai bàn thắng tại Sheffield & Hallamshire Senior Cup
6. ↑  Ra sân tại FA Trophy
7. ↑  Số lần ra sân tại UEFA Champions League
8. 1 2  Ra sân tại FA Community Shield
9. ↑  Số lần ra sân tại UEFA Europa League
10. ↑  Bốn lần ra sân tại UEFA Europa League, hai lần ra sân tại UEFA Europa Conference League

### Đội tuyển quốc gia
| Đội tuyển quốc gia | Năm       | Trận | Bàn |
| ------------------ | --------- | ---- | --- |
| Anh                | 2015      | 4    | 0   |
| Anh                | 2016      | 10   | 5   |
| Anh                | 2017      | 5    | 1   |
| Anh                | 2018      | 7    | 1   |
| Tổng cộng          | Tổng cộng | 26   | 7   |

### Bàn thắng quốc tế
| #  | Ngày                 | Địa điểm                                           | Đối thủ     | Bàn thắng | Kết quả | Giải đấu                      |
| -- | -------------------- | -------------------------------------------------- | ----------- | --------- | ------- | ----------------------------- |
| 1. | 26 tháng 3 năm 2016  | Olympiastadion, Berlin, Đức                        | Đức         | 2–2       | 3–2     | Giao hữu                      |
| 2. | 29 tháng 3 năm 2016  | Sân vận động Wembley, London, Anh                  | Hà Lan      | 1–2       | 1–2     | Giao hữu                      |
| 3. | 22 tháng 5 năm 2016  | Sân vận động Thành phố Manchester, Manchester, Anh | Thổ Nhĩ Kỳ  | 2–1       | 2–1     | Giao hữu                      |
| 4. | 16 tháng 6 năm 2016  | Sân vận động Bollaert-Delelis, Lens, Pháp          | Wales       | 1–1       | 2–1     | UEFA Euro 2016                |
| 5. | 15 tháng 11 năm 2016 | Sân vận động Wembley, London, Anh                  | Tây Ban Nha | 2–0       | 2–2     | Giao hữu                      |
| 6. | 26 tháng 3 năm 2017  | Sân vận động Wembley, London, Anh                  | Litva       | 2–0       | 2–0     | Vòng loại FIFA World Cup 2018 |
| 7. | 27 tháng 3 năm 2018  | Sân vận động Wembley, London, Anh                  | Ý           | 1–0       | 1–1     | Giao hữu                      |

## Danh hiệu
Stocksbridge Park Steels
- Northern Premier League Division One South play-offs: 2008–09[76]
- Sheffield & Hallamshire Senior Cup: 2008–09[95]

FC Halifax Town
- Northern Premier League Premier Division: 2010–11[20]

Fleetwood Town
- Conference Premier: 2011–12[96]

Leicester City
- Premier League: 2015–16[97]
- FA Cup: 2020–21[98]
- FA Community Shield: 2021[99]
- Football League Championship/EFL Championship: 2013–14,[100] 2023–24[101]

### Cá nhân
- Cầu thủ Ngoại hạng Anh xuất sắc nhất mùa giải: 2015–16
- Cầu thủ bóng đá FWA xuất sắc nhất năm: 2015–16
- Đội hình PFA của năm Premier League: 2015–16 [102]
- Cầu thủ Ngoại hạng Anh xuất sắc nhất tháng: tháng 10-11 năm 2015[103]
- Conference Premier Cầu thủ của Tháng (1): Tháng 11 năm 2011
- Quả bóng vàng cho cầu thủ xuất sắc nhất thế giới: 2011–12
- Cầu thủ Leicester City xuất sắc nhất mùa (1): 2013–14
- Vua phá lưới Premier League mùa giải 2019–20 (23 bàn).

### Kỷ lục
- Cầu thủ Leicester City ghi bàn trong nhiều trận liên tiếp nhất: 11 (29 tháng 8 năm 2015 - 28 tháng 11 năm 2015)[54]
- Vua phá lưới Ngoại hạng Anh lớn tuổi nhất: 2019–20